# Andrographis elongata
Andrographis elongata là một loài thực vật có hoa trong họ Ô rô. Loài này được (Vahl) T.Anderson mô tả khoa học đầu tiên năm 1867.